# تيري جاربر
تيري جاربر (بالإنجليزية: Terri Garber)‏ هي ممثلة أمريكية، ولدت في 28 ديسمبر 1960 بميامي في الولايات المتحدة.

## أعمال

### مسلسلات
- الشمال والجنوب
- ديناستي
- كولد كيس

## وصلات خارجية
- تيري جاربر على موقع IMDb (الإنجليزية)
- تيري جاربر على موقع ألو سيني (الفرنسية)
- تيري جاربر على موقع أول موفي (الإنجليزية)
- تيري جاربر على موقع قاعدة بيانات الفيلم (الإنجليزية)
- تيري جاربر على موقع كينوبويسك (الروسية)